# Bobby Watson
Bobby Watson (Lawrence, 1953. augusztus 23. –) amerikai szaxofonos.

## Pályafutás
Kansas Cityben nőtt fel. Négy testvére volt. Watson apja pilóta volt, a Szövetségi Légiközlekedési Hatóságnál dolgozott; mellesleg szaxofonozott. Watson az apja hatása alatt választotta a hangszerét. A család a minnesotai Minneapolisba költözött apjának a Federal Aviation Administrationnál végzett munkája miatt. Watson a középiskolában, egy dzsessztörténeti óráján döntött véglegesen arról, hogy dzsesszzenész.
Bobby Watson Pat Methenyvel, Jaco Pastoriusszal és Bruce Hornsbyvel egyidőben járt a Miami Egyetemre. Watson 1975-ben végzett és New Yorkba költözött. 1977-81 között a The Jazz Messengers zenei igazgatója volt. Utána szabadúszó lett. Wynton Marsalisszal, Branford Marsalisszal, Max Roach-al, Joe Williamsszel, Dianne Reevesszel, Lou Rawlsszal, Betty Carterrel és Carmen Lundy-val készített felvételeket.
Curtis Lundy basszusgitárossal és Victor Lewis dobossal megalapította a Bobby Watson & Horizon zenekart, akikkel együtt játszott az 1980-as, -90-es években. 1991-ben kiadták a „Post Motown Bop” című albumot, amit „csillogó, fénylő bebop”-ként méltattak.
Watson vezette a „High Court of Swing” − Johnny Hodges zenéjét méltató − együttest, és a tizenhat tagból álló Tailor-Made Big Bandet, továbbá alapító tagja volt a 29th Street Saxophone Quartetnek. Komponált egy dalt az A Bronx Tale (1993) című film film zenéjéhez. Tanárként szaxofont tanított a William Paterson Egyetemen 1985-86 között, valamint a Manhattan School of Musicban 1996*99 között. Részt vesz a Thelonious Monk Institute éves „Jazz in America” nevű középiskolai tájékoztató programjában. Mint a University of Missouri Kansas City Conservatory of Music dzsesszigazgatója, a fellépési ütemtervet is irányítja.
2020-ban visszavonult az UMKC-től.

## Albumok
- Estimated Time of Arrival (1978)
- All Because of You (1979)
- Beatitudes; with Curtis Lundy (1983)
- Advance (1985)
- Appointment in Milánó (1985)
- Love Remains (1986)
- The Year of the Rabbit (1987)
- The Inventor (1989)
- Post-Motown Bop (1991)
- Present Tense (1992)
- Tailor Made (1993)
- Gumbo (1994)
- Midwest Shuffle (1994)
- Urban Renewal (1995)
- Live & Learn (2001)
- Old Friends New Point (2002)
- From the Heart (2007)
- Made in America (2017)
- Bird at 100 (2019)
- Keepin' It Real (2020)

## Filmzene
- 1993: A Bronx Tale

## Díjak
- 2011: Kansas Music Hall of Fame
- 2013: Jazz Master Award from Howard University
- 2014: American Jazz Walk of Fame

## Fordítás
Ez a szócikk részben vagy egészben  a   Bobby Watson című angol Wikipédia-szócikk ezen változatának fordításán alapul.  Az eredeti cikk szerkesztőit annak laptörténete sorolja fel. Ez a jelzés csupán a megfogalmazás eredetét és a szerzői jogokat jelzi, nem szolgál a cikkben szereplő információk forrásmegjelöléseként.